# 13077 Edschneider
13077 Edschneider este un asteroid din centura principală de asteroizi.

## Descriere
13077 Edschneider este un asteroid din centura principală de asteroizi. A fost descoperit pe 4 noiembrie 1991 la Kitt Peak National Observatory în cadrul proiectului Spacewatch. Asteroidul prezintă o orbită caracterizată de o semiaxă mare de 2,41 ua, o excentricitate de 0,10 și o înclinație de 4,1° în raport cu ecliptica.